# Aemylurgis
Aemylurgis é um gênero de mariposa pertencente à família Acrolepiidae.